# I’m a Rebel (сингл)
I’m a Rebel (с англ. — «Я — бунтарь») — второй сингл немецкой хеви-метал-группы Accept.
Сингл выпущен в поддержку второго альбома группы I’m a Rebel. Как и сам альбом, сингл записывался и сводился в конце 1979 года и был выпущен после выхода альбома (март 1980).
Песня I’m a Rebel — это единственная песня группы Accept, которая написана без авторства участников группы. Её автором является Александр Янг (под псевдонимом Джордж Александр), брат Ангуса, Малькольма и Джорджа Янгов, создателей AC/DC. Эта песня даже была записана AC/DC в студии, во время их турне в Германии, причём Бон Скотт во время записи был сильно пьян. Однако AC/DC никогда не выпускала эту песню — но по некоторым данным, она планировалась к включению в альбом Highway to Hell. Тогда Алекс Янг предложил исполнить её Accept. Группа согласилась, но песня, вернее стиль её исполнения, стал источником конфликтов как между участниками группы, так и между звукозаписывающей компанией и группой. Удо Диркшнайдер настаивал на своём, ещё более тяжёлом исполнении, нежели в варианте AC/DC, Вольфу Хоффманну больше нравился вариант Бона Скотта, а лейбл настаивал на изменении песни в сторону более мягкого звучания. В этот раз Диркшнайдеру в основном удалось настоять на своём.
I’m a Rebel вышла как на альбоме, так и синглом. Сингл выпустил сначала Metronome Music (Reflector 0030.242), а затем его выпускали по всему миру: LOGO (GO389, Великобритания), Energy (ENR651, Италия), CNR (CNR 144.762, Нидерланды).
На песню был снят первый в истории группы видеоклип.
Группа U.D.O. выпустила новую запись песни в 1998 году на альбоме No Limits; концертная запись вошла в альбом Live from Russia.
На стороне B сингла снова содержалась рок-баллада No Time to Lose (с англ. — «Нет времени его терять»), которую вновь, как и на предыдущем сингле, спел басист группы Петер Балтес.
На обложке альбома размещён коллаж из вида оживлённой улицы и перевёрнутой будки.
Сингл является заглавной музыкальной композицией шведского фильма 2007 года "Kid Svensk" (в России известного как "Это удивительное лето"), в котором речь идет о подростковом бунтарстве (события разворачиваются в 1984 году). В фильме песня I’m a Rebel исполняется в двух вариантах: в оригинале и в исполнении подростков.

## Список композиций
Сторона «А»
- «I’m a Rebel» — 3:58

Сторона «B»
- «No Time to Lose» — 4:30

## Участники
- Удо Диркшнайдер — вокал (1)
- Петер Балтес — бас, вокал (2)
- Йорг Фишер — гитара
- Вольф Хоффманн — гитара
- Штефан Кауфманн — ударные